# Tudor Arghezi (stație de metrou)
Tudor Arghezi (cunoscut anterior și ca Berceni Centură) este o stație de metrou din București  dată în folosință pe 15 noiembrie 2023, fiind plasată între depoul Berceni și șoseaua de centură a Bucureștiului. Este stație terminus pentru Magistrala 2.
Spre deosebire de celelalte stații din rețea, aceasta a fost realizată de Primăria Sectorului 4 pentru a susține dezvoltarea zonei respective. Licitația pentru proiectare și execuție a fost lansată în septembrie 2019, iar contractul a fost atribuit în aprilie 2020 unui consorțiu condus de firma Somet, contractul de finanțare în valoare de 50 de milioane de euro din fonduri nerambursabile fiind semnat în luna decembrie a aceluiași an.
În prezentările inițiale era menționat faptul că va avea o singură linie simplă, iar trenurile vor circula în sistem pendulă, la fel cum se întâmplă între stațiile Republica și Pantelimon de pe M1. Deși linia a fost construită ca linie dublă, fiind finalizată în octombrie 2021, între 15 noiembrie 2023 când a fost inaugurată stația și 8 mai 2024, trenurile au funcționat în sistem pendulă din cauza că instalația de automatizare nu fusese finalizată.

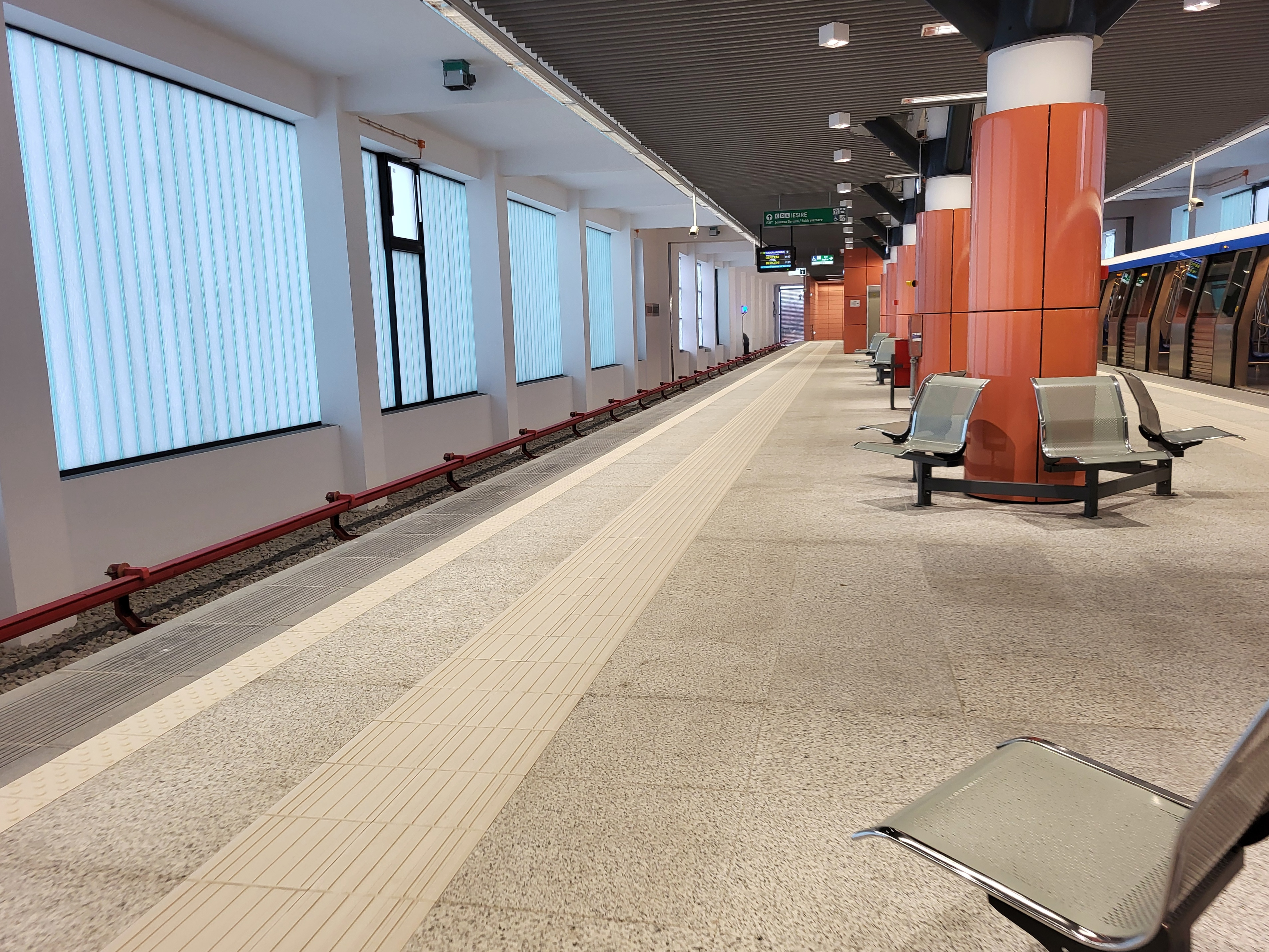
Stația Tudor Arghezi